# Tzidouk Hadin
Le Tzidouk Haddine est une prière récitée lors de l'enterrement d'une personne juive. Son titre, "Justesse du Jugement" véhicule tout son message : l'endeuillé accepte ce décret divin, qui le prive d'un être cher.

## Origine
Le term tzidouk Haddine est mentionné dans le Talmud (Avodah Zarah 18a), lors du martyre de Rabbi Hanina ben Teradyon et sa famille, l'un des Dix Martyrs exécutés par le pouvoir romain pour avoir soutenu la révolte de Bar Kokhba, en 135 EC.
Avant son exécution Rabbi Hanina cite la première partie du verset Dt 32,4 : "Il est le rocher; ses œuvres sont parfaites, Car toutes ses voies sont justes;". Sa femme complète :"C'est un Dieu fidèle et sans iniquité, Il est juste et droit."; Leur fille cite alors Jérémie ( 32,19) "Tu es grand en conseil et puissant en action; Tu as les yeux ouverts sur toutes les voies des enfants des hommes, Pour rendre à chacun selon ses voies, Selon le fruit de ses œuvres."
Ces passages furent repris et versifiés pour en faire la prière, récitée lors des inhumations.

## Texte
(novembre 2015).
Tu es juste, mon Seigneurs (sic) et ton jugement est droit
Juste dans toutes ses voies, et généreux dans tous ses actes,
Ta justice est justice éternelle et ta loi (torah) est vérité